# Federico Echave
Pour l’article homonyme, voir Louis Echave.
Federico Echave Musatadi, né le 20 juillet 1960 à Kortezubi, est un ancien coureur cycliste espagnol. 
En 1978, il gagne le titre de champion d'Espagne contre-la-montre par équipes catégorie junior. Professionnel de 1981 à 1996, il a détenu le record de participations au Tour d'Espagne avec 15 présences consécutives de 1981 à 1995, jusqu'à ce qu'Íñigo Cuesta le dépasse en 2009.

## Palmarès

### Palmarès amateur
- 1978
  -  Champion d'Espagne du contre-la-montre par équipes juniors (avec Julián Gorospe, Jon Koldo Urien et Juan María Eguiarte)
  -  Champion d'Espagne de cyclo-cross juniors
- 1979
  - Pentekostes Saria
- 1980
  - 2e de la Santikutz Klasika
  - 3e du Tour de Tolède
  - 3e de la Prueba Alsasua

### Palmarès professionnel
- 1981
  - 2e du Circuit de Getxo
  - 3e du GP Llodio
- 1982
  - 1re étape du Tour de Cantabrie
  - Gran Premio Caboalles de Abajo
  - 3e du GP Pascuas
  - 3e du championnat d'Espagne sur route
- 1983
  - Memorial Inguanzo
  - 1rea et 1reb (contre-la-montre par équipes) étapes du Tour des Asturies
  - 1reb étape du Tour de La Rioja (contre-la-montre par équipes)
- 1984
  - 1reb étapes du Tour des Asturies (contre-la-montre par équipes)
  - Tour de Burgos :
    - Classement général
    - 3e et 4ea étapes

  - 4e étape de la Ruota d'Oro
  - 9e du championnat du monde sur route
- 1985
  - 3e étape du Tour d'Andalousie
  - 1re étape du Tour de la Communauté valencienne
  - Klasika Primavera
  - 5e étape du Tour d'Espagne
  - Prologue du Tour des vallées minières
  - 5e étape du Tour des Asturies
  - 1re étape du Tour de Galice
  - 2e étape du Tour de La Rioja
  - 2e du Grand Prix de Navarre
  - 2e du Tour de Castille-et-León
  - 3e du Circuit de Getxo
  - 10e du Tour de Catalogne
- 1986
  - Klasika Primavera
  - 6e étape du Tour de Catalogne
  - 2e étape du Tour de Cantabrie
  - 2e du Tour de Cantabrie
  - 3e du Tour du Pays basque
  - 10e du championnat du monde sur route
- 1987
  - 1re étape A du Tour des Asturies
  - 1re étape de la Bicyclette basque
  - 20e étape du Tour de France
  - Circuit de Getxo
  - 2e de la Klasika Primavera
  - 3e du Grand Prix de Navarre
  - 3e de la Classique de Saint-Sébastien
- 1988
  - 2e étape du Tour d'Espagne (contre-la-montre par équipes)
  - 4e étape du Tour des Asturies
  - Tour des vallées minières :
    - Classement général
    - 3e étape

  - Classement général du Tour de La Rioja
  - 2e du Trophée Castille-et-León
  - 2e du Tour des Asturies
- 1989
  - Classement général du Trophée Castille-et-León
  - Bicyclette basque :
    - Classement général
    - 1re étape

  - 3e étape du Tour des vallées minières
  - 2e du Tour du Pays basque
  - 2e de la Classique d'Ordizia
  - 2e du Tour de Galice
  - 2e du Trofeo Comunidad Foral de Navarra
  - 3e de la Klasika Primavera
  - 3e du Tour des vallées minières
  - 4e du Tour d'Espagne
- 1990
  - 17e étape du Tour d'Espagne
  - 1re étape du Tour des vallées minières
  - Classement général du Tour de Galice
  - 2e de la Bicyclette basque
  - 2e du Tour des vallées minières
  - 2e du Trofeo Comunidad Foral de Navarra
  - 3e du championnat d'Espagne de cyclo-cross
  - 3e de la Classique d'Ordizia
  - 3e de la Finale de la Coupe du monde (contre-la-montre)
  - 5e du Tour d'Italie
  - 5e de la Classique de Saint-Sébastien
  - 5e du Tour de Lombardie
  - 6e du Tour d'Espagne
  - 8e de la Wincanton Classic
  - 10e de la Coupe du monde
- 1991
  - 3e étape du Tour de la Communauté valencienne
  - 3e du Tour des vallées minières
  - 4e du Tour d'Espagne
  - 5e du Grand Prix des Nations
  - 10e du championnat du monde sur route
- 1992
  - Klasika Primavera
  - Grand Prix des Amériques
  - 2e du Tour de Galice
  - 3e du Tour de Burgos
  - 5e du Tour d'Espagne
- 1993
  - 2e étape du Tour du Pays basque
  - 5e étape du Tour de Majorque
  - 3e du Challenge de Majorque
- 1995
  - 2e du Tour des vallées minières

## Résultats sur les grands tours

### Tour de France
9 participations
- 1984 : 39e
- 1986 : 38e
- 1987 : 12e, vainqueur de la 20e étape
- 1988 : 25e
- 1989 : non-partant (15e étape)
- 1992 : non-partant (2e étape)
- 1993 : 23e
- 1994 : 34e
- 1996 : 40e

### Tour d'Espagne
15 participations
- 1981 : non-partant (prologue)
- 1982 : 39e
- 1983 : 41e
- 1984 : 17e
- 1985 : 33e, vainqueur de la 5e étape
- 1986 : 36e
- 1987 : 17e
- 1988 : 13e, vainqueur de la 2e étape (contre-la-montre par équipes)
- 1989 : 4e
- 1990 : 6e, vainqueur de la 17e étape
- 1991 : 4e
- 1992 : 5e
- 1993 : 24e
- 1994 : 22e
- 1995 : 18e

### Tour d'Italie
2 participations
- 1990 : 5e
- 1991 : 13e